# Adalbert Püllöck
Adalbert Püllöck (* 6. Januar 1907 in Österreich-Ungarn; † 7. Dezember 1977) war ein rumänischer Fußballtorhüter. Er nahm an der Fußball-Weltmeisterschaft 1934 teil.

## Karriere
Auf Vereinsebene spielte Püllöck Anfang der 1930er Jahre für Crișana Oradea, eines der Gründungsmitglieder der höchsten rumänischen Fußballliga.
Zwischen 1932 und 1934 bestritt Püllöck vier Spiele für die rumänische Fußballnationalmannschaft. Seinen Einstand hatte er am 16. Oktober 1932 gegen eine österreichische B-Mannschaft im Rahmen des Europapokal der Fußball-Nationalmannschaften für Amateure. Dieses Spiel wird wie Püllöcks dritter Einsatz in der Nationalmannschaft gegen die Amateure der Tschechoslowakei als offizielles Länderspiel geführt, da der rumänische Verband zur damaligen Zeit keine Länderspiele gegen Profi-Mannschaften austragen wollte.
Sein letztes Länderspiel bestritt Püllöck am 29. April 1934. Es war das letzte Qualifikationsspiel für die Fußball-Weltmeisterschaft 1934 in Italien. Durch ein 2:1 gegen Jugoslawien qualifizieren sich die Rumänen für das Turnier. Püllöck wurde als zweiter Torhüter hinter William Zombory in das rumänische Aufgebot berufen, kam bei der 1:2-Niederlage im Achtelfinalspiel gegen die Tschechoslowakei jedoch nicht zum Einsatz.